# Stenoma leucana
Stenoma leucana es una especie de polilla del género Stenoma, orden Lepidoptera.
Fue descrita científicamente por Sepp en 1850.

## Distribución
Esta especie habita en Venezuela, Surinam, Guayana Francesa, Brasil, Bolivia, Panamá y México.